# Neue Kanzlei (Stuttgart)

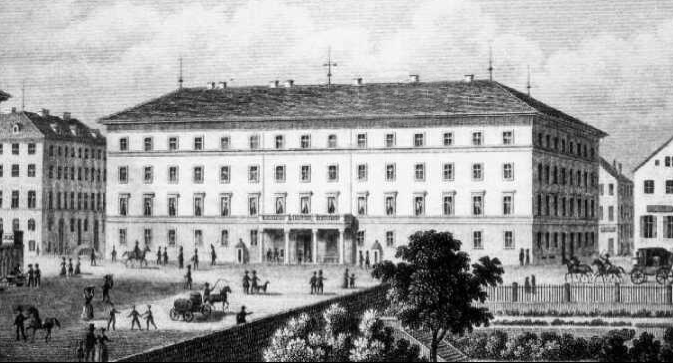
Die Neue Kanzlei im Jahr 1845

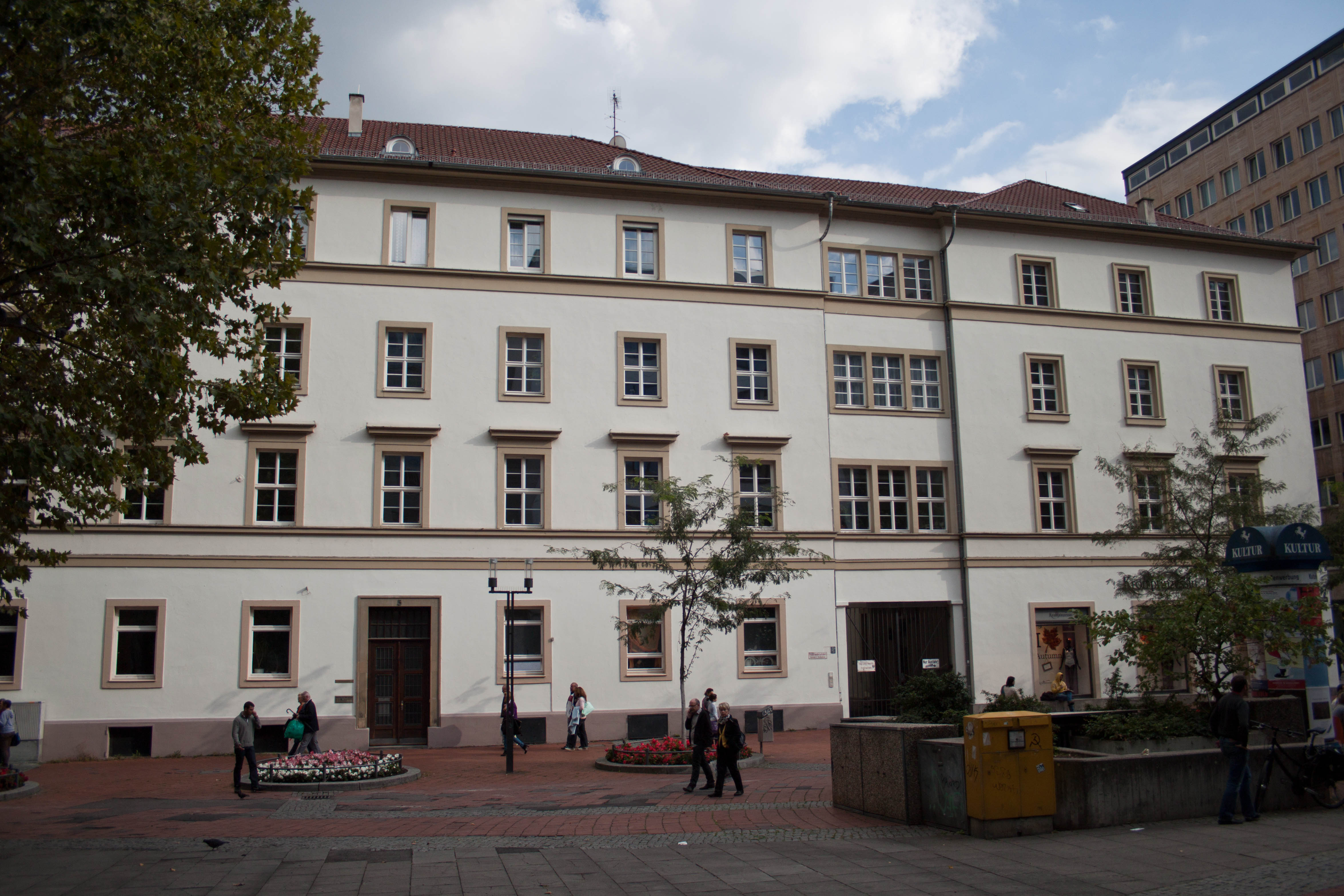
Neue Kanzlei Stuttgart 2012

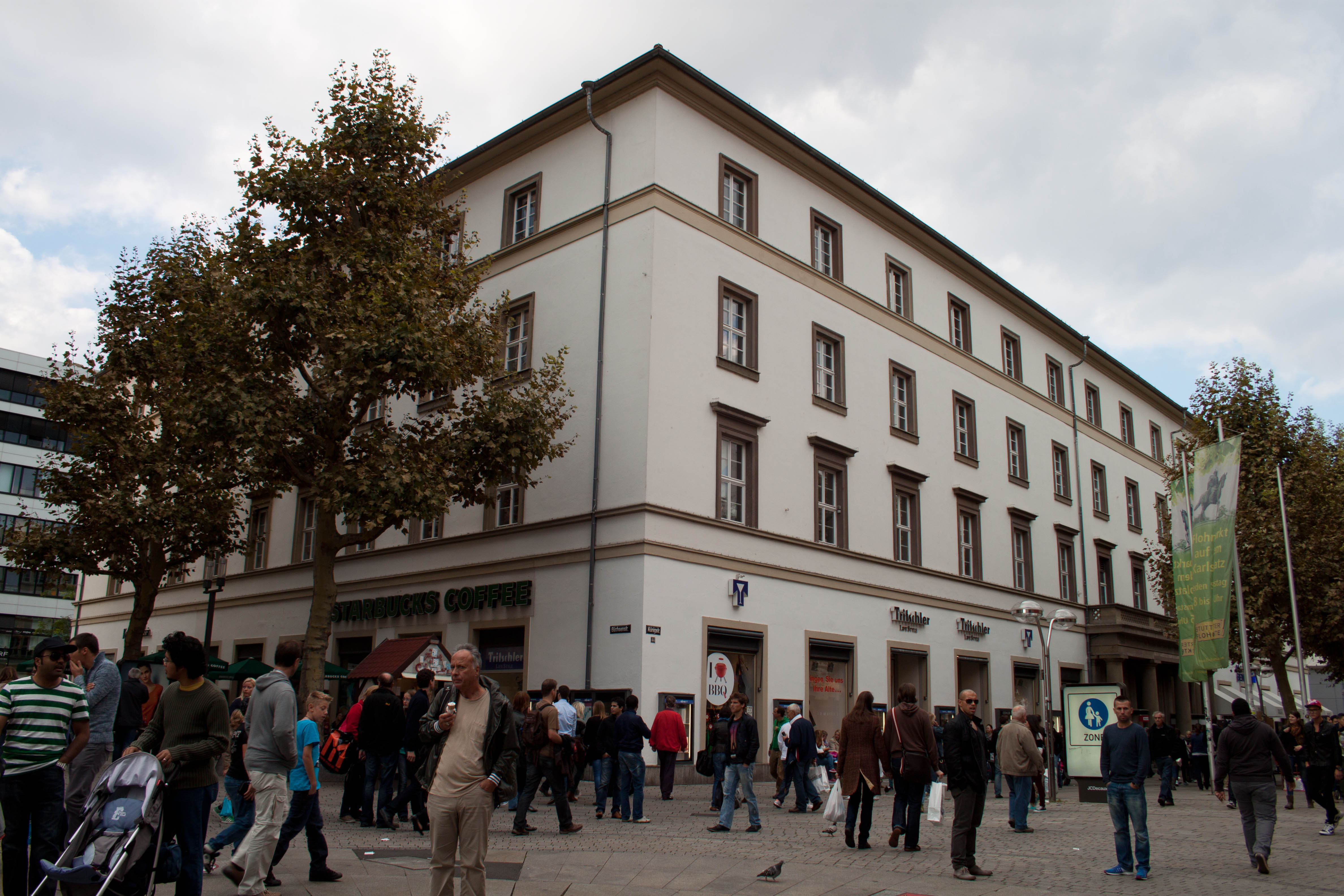
Neue Kanzlei Stuttgart Königstraße

Die Neue Kanzlei (der königlichen Verwaltung), auch Stockgebäude genannt, ist ein klassizistisches Regierungsbauwerk in der Stuttgarter Königstraße 44 / Kronprinzstraße 5.
Sie steht unter Denkmalschutz und beherbergt Teile des Ministeriums für Kultus, Jugend und Sport Baden-Württemberg und des Ministeriums für Wissenschaft, Forschung und Kunst Baden-Württemberg. Im Erdgeschoss sind Ladengeschäfte untergebracht. Die Neue Kanzlei ist das älteste – zumindest in Teilen – erhaltene Bauwerk der Königstraße. Südwestlich grenzt der Mittnachtbau an.

## Geschichte
Ein Vorgängerbauwerk war im Jahr 1551 vom Kanzler Volland begonnen, aber nicht vollendet worden: Als der erste Stock erreicht war, wurden nach dem Tod Vollands die Bauarbeiten eingestellt. Das Haus wurde daher Stockgebäude genannt. Es wurde von Herzog Christoph übernommen, der dort den Stiftskeller unterbrachte, im Jahr 1578 vollendet und ab 1601 als Anstalt zur Seidenzucht und Seidenweberei genutzt. Im 19. Jahrhundert war der Weinbau in Stuttgart rückläufig. Daher wurde der Keller nun nicht mehr zur Weinlagerung, sondern als Registratur verwendet.
Das heute noch bestehende Gebäude wurde in den Jahren 1833 bis 1838 nach Plänen des Oberbaurats Gottlob Georg Barth und Adam Friedrich Groß über dem alten Keller errichtet. Es besteht aus vier Gebäudeteilen mit einem Innenhof. Johann Daniel Georg von Memminger bezeichnete den steinernen Neubau 1841 als „das ansehnlichste Gebäude der Königsstraße [sic!]“. Das Gebäude wurde im Zweiten Weltkrieg beschädigt, aber in den Jahren 1947 bis 1950 wieder aufgebaut. Der alte Stiftskeller ist als Teil des Wäschegeschäfts Maute-Benger öffentlich zugänglich.